# Loredana Bertè
Loredana Bertè (Bagnara Calabra, 1950. szeptember 20.–) olasz énekesnő, akit a sajtó az olasz rock egyik legjelentősebb énekesének tart.
Fiatalabb nővére Mia Martini (1947–1995) énekesnő volt. Loredana 200 dalt énekelt el, 16 kislemeze, 11 nagylemeze és 7 millió eladott lemeze van. A slágerlistákon legnagyobb sikert 1982-ben a Non sono una signora (Nem vagyok hölgy) című dalával ért el.

## Élete

### Gyerekkora
1950-ben született a calabriai Bagnara Calabrában. Apja, Giuseppe latin-görög szakos tanár, brutális ember, édesanyja általános iskolai tanítónő volt. Két nővére: Leda (1945), Domenica (művészneve: Mia Martini, 1947–1995) és egy húga Olivia (1958) volt. Domenicát a családja és barátai Mimìnek nevezték.
Egy interjúban úgy nyilatkozott Loredana, hogy: „Korban én és Mimì álltunk egymáshoz a legközelebb, hiszen Leda 5 évvel volt nálam idősebb, míg Olivia 8 évvel fiatalabb. Én és Mimì nagyon sokszor mentünk együtt a tengerpartra, hisz a házunk ott volt, nem messze. Mimì nagyon szeretett a parton sétáló és a kertünkbe kavicsokat bedobáló gyerekekkel játszani. Ez a boldogság azonban a házon belül véget ért. Otthon tarthatatlan állapotok voltak; szüleink vérfolyásig veszekedtek, minden ilyen alkalom valóságos tragédia volt. Miért? Mert akkor túl kicsik voltunk ahhoz, hogy megértsük a helyzetet. Apu elment tőlünk, amikor 8 éves voltam (akkoriban már Anconában éltünk) és többé nem láttuk őt: csak akkor adott magáról életjelt, amikor 21 éves voltam, és figyelmeztette Mimìt a Padre davvero dala miatt, amit Mimì róla írt.”
Loredana saját bevallása szerint gyerekként civakodó, idegesítő volt, és szeretett provokálni. Ezzel szemben Mimì nagyon gyengéd és megfontolt volt mindig is. Gyermekkorukat beárnyékolta apjuk erőszakossága: előfordult, hogy édesanyjukat veszekedés közben még várandósan is véresre verte, nővérét rossz osztályzata miatt pedig ledobta az erkélyről, s amikor anyjuk nem adta oda magát neki, bement a lányok szobájába és neki hátat fordítva, Mimìt nézve végzett önkielégítést.
Loredana egy 2009-es interjúban azt mondta, hogy nővére, Mia Martini halála apja erőszakossága miatti pszichés gondokra vezethető vissza, emellett számos egyéb nehézség is kísérte életét. Idősebb nővére, Leda is igazolta Loredana állításait.

### Első sikerek
1965-ben, 15 évesen költözött testvéreivel és édesanyjával Rómába, ezt az időszakot „élete legszebb korszakának” nevezte. A Piper Club táncosa lett, ott ismerte meg Renato Zerót, akivel életre szóló barátságuk szövődött.
1966-ban tagja lett a Collettoni e Collettini tánccsoportnak, amely Rita Pavone énekesnőt kísérte fellépésein. Így ismerkedett meg Gino Landi rendezővel és Don Lurio koreográfussal, akikkel ezután a Canzonissima című televíziós műsorban szerepelt.
Rita Pavone mexikói koncertturnéja után, 1967-ben az énekesnővel együtt a tánccsoport New Yorkba ment, ahol nagy hatást tett rá a Hair című musical. Az olasz változatában szerepelt is.
1971-ben vokalistaként közreműködött nővére Oltre la collina (A dombon túl) című nagylemezén.
1974-ben a Playboy olasz kiadásának címlapján meztelenül mutatkozott. Abban az évben jelent meg Streaking című lemeze, rajta az Il tuo palcoscenico (A te színpadod) című dallal, amelyet cenzúráztak a rádióban és a televízióban, mert elhangzott benne a cazzo (fasz) szó. A nagylemez borítóján pedig meztelenül szerepelt azokkal a képekkel, amiket a Playboy készített róla.
1975-ben jelent meg a Sei bellissima (Gyönyörű vagy) című dala, amivel áttörést ért el. Karrierjének első legismertebb dala volt ez, amely egy elhagyott nő szerelmében való csalódásáról szól. Claudio Daiano e dalával részt vett az Un disco per l'estate című rádiós és televíziós közvetítésű koncertsorozaton. Viszont cenzúrázták a dalban a szexuális utalásokat, amelyeket a Rai, „nagyon durváknak” ítélt.
1975–76-ban a következő három filmben szerepelt: Il padrone e l'operaio (A gazda és a munkás), Movie rush – La febbre del cinema (Moziláz) és a Nézd a bohócot címűben.
Loredana Adriano Panatta teniszezővel való szakítása után egy darabig a Pooh együttes basszusgitárosával, Red Canziannal flörtölt.
1976-ban megjelent a Normale o super című nagylemeze, a rajta lévő dalainak egy részét Ivano Fossati énekes-szerző írta. 1977-ben szerepelt a Bambole, non c'è una lira (Babák, nincs egy vasam se) című varietéműsorban. 
1978-ban együtt dolgozott Fossatival a Pensiero stupendo (Ragyogó gondolat) című dal megírásán, amit eredetileg a szerző neki szánt, de Loredana visszautasította és végül Patty Pravo énekelte el. Fossati felajánlotta a lehetőséget hogy a La mia banda suona il rock (Az én bandám rockot játszik) vagy a Dedicato (Neked ajánlva) dalát előadhatja, s Loredana az utóbbit választotta. A Dedicato sikeressé vált, amit Dalida olasz származású francia énekes is feldolgozott Dédié à toi címen.
1979-ben megjelent Bandabertè lemezéről kislemezre másolt E la luna bussó (És a hold kopogott) száma újabb sikert hozott az énekesnőnek: a reggae stílusú dal az olasz slágerlisták 6. helyét érte el, emellett néhány európai és dél-amerikai országban is sikert aratott.
1980-ban LoredanaBertE' lemezén már funky stílusú dalok voltak, erről az In alto mare (Dagályban) és az Un po' di tutto (Mindenből egy kevés) dal került kislemezre, utóbbit Pino Daniele írta.

### Karrierjének csúcsa

#### Ivano Fossattival való munkája
1982 és 1984 között Loredana több mint egymillió lemezt adott el a '82-ben kiadott Traslocando (Elköltözve) című albumából, amelynek dalait Fossati komponálta. A lemezen „a lázadó lány képét” erősítette. Az album legismertebb dala a Non sono una signora lett, amely platinalemez lett. Az 1982-es Festivalbaron menyasszonyi ruhában lépett színpadra, s vele a legjobb előadó díját nyerte meg Ron és Miguel Bosé énekesekkel holtversenyben.
1984-ben a Szovjetunióba utazott, ahol az állami televízió egész estés műsort szentelt neki. Londonban pedig a Savoir faire című nagylemezét készítette el szintén Fossatival.
1985-ben Brazíliába utazott, hogy elkészítse Carioca című lemezét, ahol nagy hatással volt rockos és jazzes dalaira az ottani légkör.

### Botrány a Sanremói Fesztiválon
1986-ban életében először a Re (Király) című számával vett részt a Sanremói Dalfesztiválon. Fellépésével rögtön botrányt okozott, ugyanis a színpadon várandós nőnek öltözve jelent meg, és a dal koreográfiájában a háttértáncosok is állapotos nőként jelentek meg.
„A dal valódi betekintést engedett egy nő személyiségének valódibb dimenziójába. Talán mert az emberek azt hiszik, egy terhes nőnek szenvednie kell az ágyban, és várni a boldog eseményt egy orvossal és egy szülésznővel az oldalán, ahelyett, hogy táncolna, énekelne és önmaga lenne, főként ezekben a számára legfontosabb pillanatokban.”

### Az Io albuma és találkozása Björn Borggal
Két évvel később, 1988-ban ismét részt vett a sanremói fesztiválon az Io című dallal, és a 18. helyet érte el, Azonos című nagylemeze is ebben az évben készült el San Franciscóban. A lemezről a La corda giusta (A helyes húr) és az Angelo americano dalokkal lépett fel a Festivalbar állomásain.
Az év nyarán Roberto Bergertől való válása után a Festivalbarra Ibizára utazott, ahol viharos szerelmi viszonyba bonyolódott Björn Borg svéd teniszezővel, akit volt szerelme Panatta teniszező révén ismert meg.
Loredana újdonsült szerelme miatt egy időre otthagyta Olaszországot és az olasz zenei életet is. Még egy fontosnak ígérkező koncertturnéjáról is lemondott.
1989. február 7-én Björn öngyilkosságot kísérelt meg, halálát Loredana közbelépése tudta megakadályozni:
„Egy olyan veszekedés után, amely miatta alakult ki, én kimentem a szobából, és Björn a díványon maradt, nagyon depressziós volt akkoriban, mert exélettársa akadályozta a fia láthatásában. Az éjszaka közepén kiugrottam az ágyból, mivel nem hallottam őt lélegezni: láttam, hogy nyugtatós doboza és egy whiskysüveg is üres, Björn ekkor már majdnem kómában volt, hívtam a mentőket. Gyakorlatilag az utolsó pillanatban mentettem meg. Megmentettem Björnt, de arra nem voltam képes, hogy Mimìt is megmentsem, és ezt sosem fogom megbocsátani magamnak.”

### Házassága Björn Borggal (1989–1992)
1989. szeptember 4–5-én polgári és templomi szertartás keretében kötöttek házasságot. Nászútjukat végig nyomon követte mind a svéd, mind az olasz bulvársajtó. Férje oldalán Loredana gyakran vendég volt különböző országok állami fogadásán, így a washingtoni Fehér Házban is, ahol többek közt George W. Bushsal is találkoztak.
1991 áprilisában ő is kórházba került, miután nyugtatókkal öngyilkosságot kísérelt meg, hogy Björnnek bizonyítsa iránta érzett szerelmét.
1992-ben Loredanát kidobta férje stockholmi otthonukból. A szakításhoz Borg kokainfüggősége vezetett, amit szerinte jobban szeretett, mint őt, és férjétől akkor undorodott meg végképp, amikor férje orgiát akart szervezni egy szállodai szobában az ő bevonásával. Borg abban az évben tudta meg Mia Martini Eurovíziós Dalfesztiválon való szerepléséből, hogy Loredanának van egy nővére, aki ugyanolyan ismert énekesnő, mint felesége:
„Abban az évben vett részt Mimì az Eurovíziós Dalfesztiválon Svédországban. Otthon Björnéknél sosem beszéltem a családomról: nem tudták hogy van egy nővérem, aki nálam is híresebb, tehetségesebb és sokkal jobban énekel. Dühödten hívott engem telefonon anyósom: »Ki ez a nő, akiről az összes svéd újság úgy beszél mint Borg sógornőjéről?« … Mimì is hívott engem telefonon Svédországból: »Loredà, itt úgy kezelnek, mintha Madonna lennék: az összes fotós körülöttem nyűzsög, az egész sajtó, minden televíziócsatorna.« Tudni kell, hogy a svédek mindig is utáltak engem, nem voltak hajlandóak elviselni, hogy az ő nemzeti büszkeségük egy olasz rockénekesnővel házasodott össze: nem gondolták volna, hogy feltűnik a színen egy kifinomult, elegáns nővér is, akit Armani ruháiba öltöztettek.”

### Visszatérése a zenei életbe (1993–1998)
1993-ban nővérével együtt lépett fel Sanremóban Stiamo come stiamo (Vagyunk, ahogy vagyunk) című dalával. Megjelent az Ufficialmente dispersi (Hivatalosan eltűntek) című stúdiólemeze is, az az évi Festivalbaron a Mi manchi (Hiányzol) című dalával. 1994-ben ismét szerepelt a Dalfesztiválon az Amici non ne ho (Nincsenek barátaim) című dallal, ami az ellene felhozott kritikákra volt válasz. Fellépésekor fekete estélyi ruhát, a fején pedig fekete szaténdarabokból álló fejdíszt hordott.
1995-ben az ANGELI & angeli című dalt énekelte fel. Az év májusában tragédia érte, ugyanis nővérét, Mia Martinit holtan találták otthonában. Mimì halála mélyen megviselte, ami hatással volt a későbbi munkásságára is.
1996-ban adta volna ki újabb stúdiólemezét Renato Zero produkciójában, ám a munkálatok folyamán komoly nézeteltérés alakult ki köztük, ami lehetetlenné tette a lemez kiadását. Renato kötelezte Loredanát, hogy fizessen ki neki 100 millió lírát a neki írt és a Fonopoli stúdióban felvett kilenc dalért. Loredana emiatt feljelentette Renatót hűtlen kezelés és zsarolási kísérlet miatt. Ezután úgy döntött, hogy lemezét saját maga adja ki, amely végül 1998-ban a Sony BMG gondozásában került forgalomba.

### 2000-es évek
2004-ben Loredana részt vett a Musicfarm című show-műsorban, az ebből szerzett pénzből újabb lemezt készített, ami 2005-ben jelent meg BabyBertè címen. 2008-ban ismét részt vett a sanremói fesztiválon és előadta a Musica e parole (Zene és szavak) című Alberto Radius-dalt. Az első fellépés után derült ki, hogy a dal már L'ultimo segreto címen megjelent Ornella Vanoni előadásában. Mivel ezzel megszegték a szabályokat, Loredanát kizárták a versenyből. A kizárás után egy videó került ki az internetre, amiben Loredana – hazaérve, milánói lakása előtt – a fellépőruháit szállító cég embereit szidalmazza, trágárul üvölt velük. Az ok: Loredana nem akarta, hogy a ruhaállványt elvigyék.
2019-ben részt vett ismét a Sanremói Dalfesztiválon a Cosa ti aspetti di me dalával, amivel a 4. helyezést érte el. Ez a nézőtéren nagy felháborodást váltott ki, ugyanis a fesztivál előtt Loredanát is esélyesnek tartották a győzelemre. A relatíve rossz helyezés miatt a másnapi Domenica In című műsorba – amit a Sanremói Dalfesztivál helyszínéről közvetítettek – nem ment el.
2024-ben a 74. Sanremói Dalfesztiválon a Pazza című dalával az összesítésben hetedik helyezett lett, de a nyitónapon a szakmai zsűri őt szavazta az első helyre, és ő kapta a kritikusok díját is.

## Lemezei

### Nagylemezek
- 1974 – Streaking
- 1976 – Normale o super
- 1977 – TIR
- 1979 – Bandabertè
- 1980 – LoredanaBertE'
- 1981 – Made in Italy
- 1982 – Traslocando
- 1983 – Lorinedita
- 1983 – Jazz
- 1984 – Savoir faire
- 1985 – Carioca
- 1986 – Fotografando… i miei successi
- 1988 – Io
- 1991 – Best
- 1993 – Ufficialmente dispersi
- 1994 – Bertex – Ingresso libero
- 1995 – Ufficialmente ritrovati
- 1997 – Un pettirosso da combattimento
- 1998 – Decisamente Loredana
- 2005 – Babybertè
- 2007 – Babybertè Live 2007
- 2008 – Bertilation
- 2016 – Amici non ne ho… ma amiche sì! (Warner Music)

## Zenei fesztiválokon való részvétele

### Sanremói Dalfesztivál
- 1986: Re (Armando Mango, Mango) – 9. helyezett
- 1988: Io (Tony Cicco) – 16. helyezett
- 1991: In questa città (Pino Daniele) – 18. helyezett
- 1993: Stiamo come stiamo nővérével Mia Martinival együtt (M. Piccoli, L. Bertè) – 14. helyezett
- 1994: Amici non ne ho (L. Bertè, P. Leòn) – 13. helyezett
- 1995: ANGELI & angeli (L. Bertè, P. Leòn) – 19. helyezett
- 1997: Luna (Maurizio Piccoli, L. Bertè, M. Piccoli) – Nem jutott a döntőbe
- 2002: Dimmi che mi ami (P. Leòn, C. Tortora, D. Latino) – 17. helyezett
- 2008: Musica e parole (L. Bertè, Oscar Avogadro, Alberto Radius) – kizárták a versenyből
- 2012: Respirare Gigi D’Alessióval együtt (G. D'Alessio, V. D'Agostino) – 4. helyezett
- 2019: Cosa ti aspetti da me – 4. helyezett
- 2024: Pazza

### Festivalbar
- 1974: Volevi un amore grande
- 1976: Meglio libera
- 1979: E la luna bussò
- 1980: In alto mare
- 1982: Non sono una signora
- 1985: Acqua
- 1986: Fotografando
- 1988: Angelo americano és La corda giusta
- 1993: Mi manchi
- 1997: La pelle dell'orso

## Fordítás
- Ez a szócikk részben vagy egészben  a   Loredana Bertè című olasz Wikipédia-szócikk ezen változatának fordításán alapul.  Az eredeti cikk szerkesztőit annak laptörténete sorolja fel. Ez a jelzés csupán a megfogalmazás eredetét és a szerzői jogokat jelzi, nem szolgál a cikkben szereplő információk forrásmegjelöléseként.